# Eleothreptus
Eleothreptus är ett släkte med fåglar i familjen nattskärror med två arter som förekommer i Latinamerika:
- Vitvingad nattskärra (E. candicans)
- Lievingad nattskärra (E. anomalus)

Tidigare placerades candicans i det stora släktet Caprimulgus, men flera DNA-studier visar att den står nära anomalus.